# Tjurholmens naturreservat
Tjurholmens naturreservat i Romelanda socken i Kungälvs kommun i Bohuslän. Det omfattar den sydligaste delen av ön Tjurholmen i Göta älv. Det inrättades 1969 och har en areal på omkring 68 hektar. Området är en viktig rastlokal för fåglar och att beträda det mellan 15 mars och 15 juli är förbjudet. Reservatet förvaltas av Västkuststiftelsen.